# 士貫流捕手剣法
士貫流捕手剣法（しかんりゅうとりてけんぽう）は、「己に克ち、慈しみ深く高潔の道を歩む」という士道を貫くことを目的に「士貫流」と名付けられた、斎藤頼重公を流祖とし、剣術・居合術・組討・整体術の四芸からなる総合武術。
流祖齋藤頼重（号を貫岳）公は、文政年間　会津に生まれ、父・久兵衛 宣政より、溝口派一刀流と竹内流柔術を学ぶ。のちに一子 新一郎 宣親と共に諸国を廻り、山口県熊毛に定住した後、各流派を統合し流派を起こした。二代を継いだ宣親公は、戊辰戦争後の会津出身者討伐から逃れるため熊毛を離れ、岡山県真庭の木山に移り、頼重の表に出ぬようとの遺言により内々に伝えられた。
士貫流捕手剣法は三代・斎藤頼理（号を連岳））四代 仁科尚道（号を雄岳）、五代 大石聖司（号を夢岳）と受継がれ、雄岳・夢岳両先生から流儀を伝授された沖本一雄先生（号を乗岳、日新館館長）が七代目宗家となり、戦争時に焼失した伝書を再編した。平成二十九年　柳川満信先生（号を東岳）が八代目宗家を継いで現在に至る。
- 士貫流捕手剣法宗家歴代
  - 初代　斎藤頼重（蒼井貫岳）
  - 二代　斎藤宣親（蒼井仁岳）
  - 三代　斎藤頼理（蒼井連岳）
  - 四代　仁科尚道（蒼井雄岳）
  - 五代　大石聖司（蒼井夢岳）
  - 六代　高田政剛
  - 七代　沖本一雄（蒼井乗岳）
  - 八代　柳川満信（蒼井東岳）